# Конопківка
Конопкі́вка — село в Україні, у Микулинецькій селищній громаді Тернопільського району Тернопільської області. Село розташоване у центрі району, на березі річки Нішла.
Належало до Микулинецької селищної ради (до 2015 року). Від вересня 2015 року ввійшло у склад Микулинецької селищної громади.
Населення — 688 осіб (2001). Поштове відділення — Конопківське.
У селі розташований відомий санаторій «Медобори».

## Історія

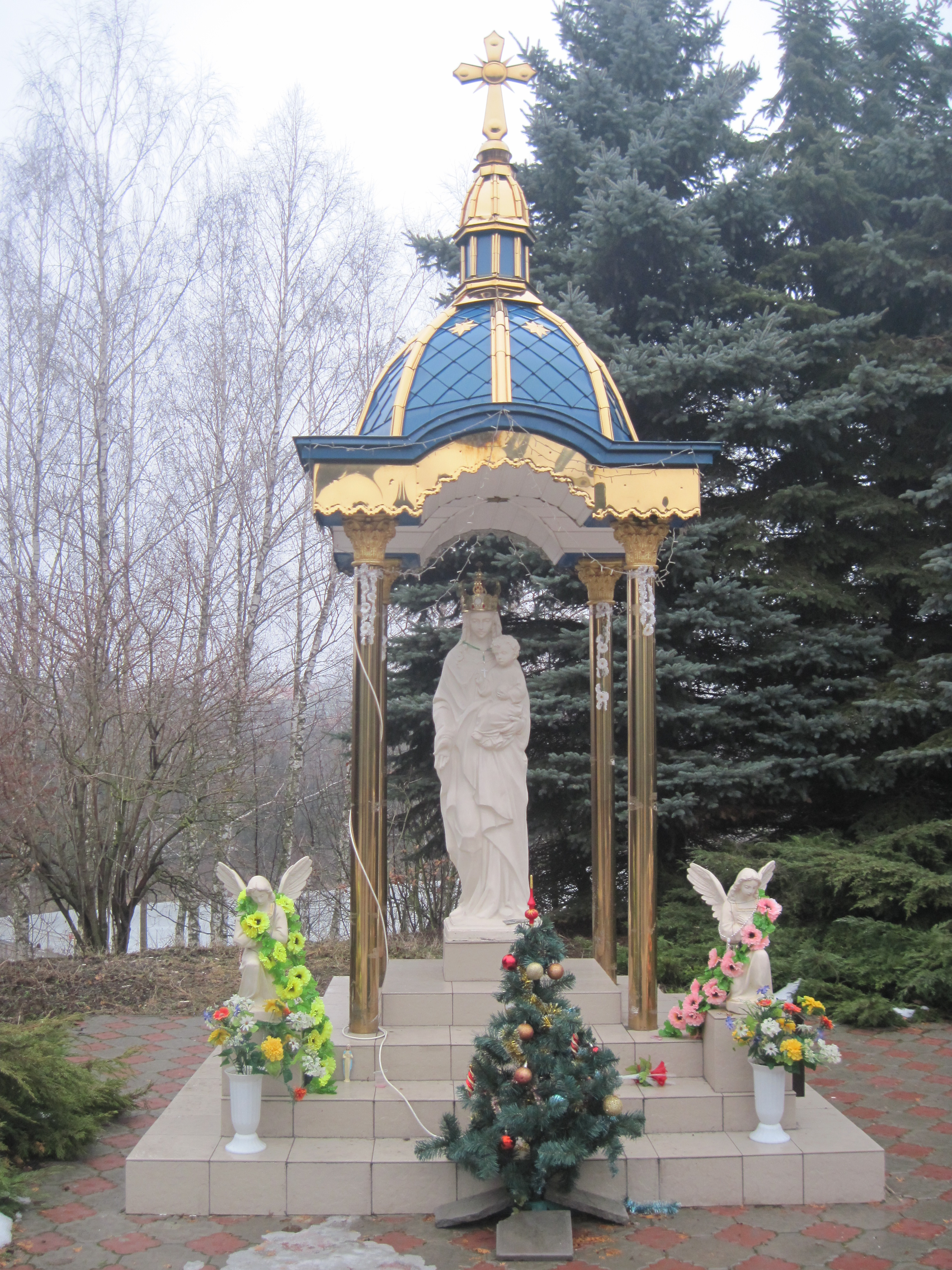
Каплиця зі статуєю Пресвятій Діві Марії

Відоме від 17 ст. як присілок Микулинців. Попередня назва — Воля Кривицька, перейменоване за ініціативою власника маєтку в селі — Яна Конопки.
Барон Ян Конопка заклав 1821 p. поблизу сірководневі лікувальні джерела, колонію німецьких осадників, 1829 p. було збудовано курортний комплекс (архітектори А. Енгліш і П. Тронікер), який складався з купального корпусу, житлового будинку на 100 кімнат, кухні, їдальні та більярдної. Довкола пансіонату був парк.
Тут лікувалися хворі з Центральної Європи. Курорт згорів у 1890 р., парк вирубали, колоністи виїхали.
Відроджений 1967 р. як Микулинецька обласна водогрязелікарня.
Конопківську воду досліджували німецький медик Г.-Г. Мосінґ, який 1831 р. опублікував результати дослідження, хіміки, доктори медицини Бішер, Бухнер, Кайзер та інші.
1 серпня 1934 року в рамках реформи на підставі нового закону про самоуправління (23 березня 1933 року) увійшло до нової сільської гміни Микулинці (Тернопільський повіт Тернопільського воєводства).
Діяли товариства «Просвіта» та інші українські товариства.
12 червня 2020 року, відповідно до розпорядження Кабінету Міністрів України № 724-р «Про визначення адміністративних центрів та затвердження територій територіальних громад Тернопільської області» увійшло до складу  Микулинецької селищної громади.
19 липня 2020 року, в результаті адміністративно-територіальної реформи та ліквідації Теребовлянського району, село увійшло до складу Тернопільського району.

## Політика

### Парламентські вибори, 2019
На позачергових парламентських виборах 2019 року у селі функціонувала окрема виборча дільниця № 610883, розташована у приміщенні клубу.
Результати
- зареєстровано 489 виборців, явка 55,42%, найбільше голосів віддано за «Слугу народу» — 38,89%, за «Голос» — 15,93%, за Всеукраїнське об'єднання «Батьківщина» — 11,48%.[5] В одномандатному окрузі найбільше голосів отримав Ігор Сопель (Слуга народу) — 22,93%, за Миколу Люшняка (самовисування) — 18,05%, за Олега Вітвіцького (Голос) — 13,53%[6].

## Пам'ятки
- Церква святого апостола Івана Богослова (мурована), «фігура».
- Каплиця святої Олени; освячена 10 листопада 2002 року. Збудована сім'єю Ониськів в пам'ять про дружину та матір Ониськів Олену Йосипівну.
- Каплиця на території санаторію «Медобори», збудована 2009 року.

## Соціальна сфера
Діють загальноосвітня школа 1 ступ., клуб, бібліотека, санаторій «Медобори», 2 торговельні заклади, приватна садиба Ольги Шевчук [Архівовано 22 жовтня 2020 у Wayback Machine.]

## Відомі люди

### Перебували
- Іван Франко — в 1885 році.

## Галерея

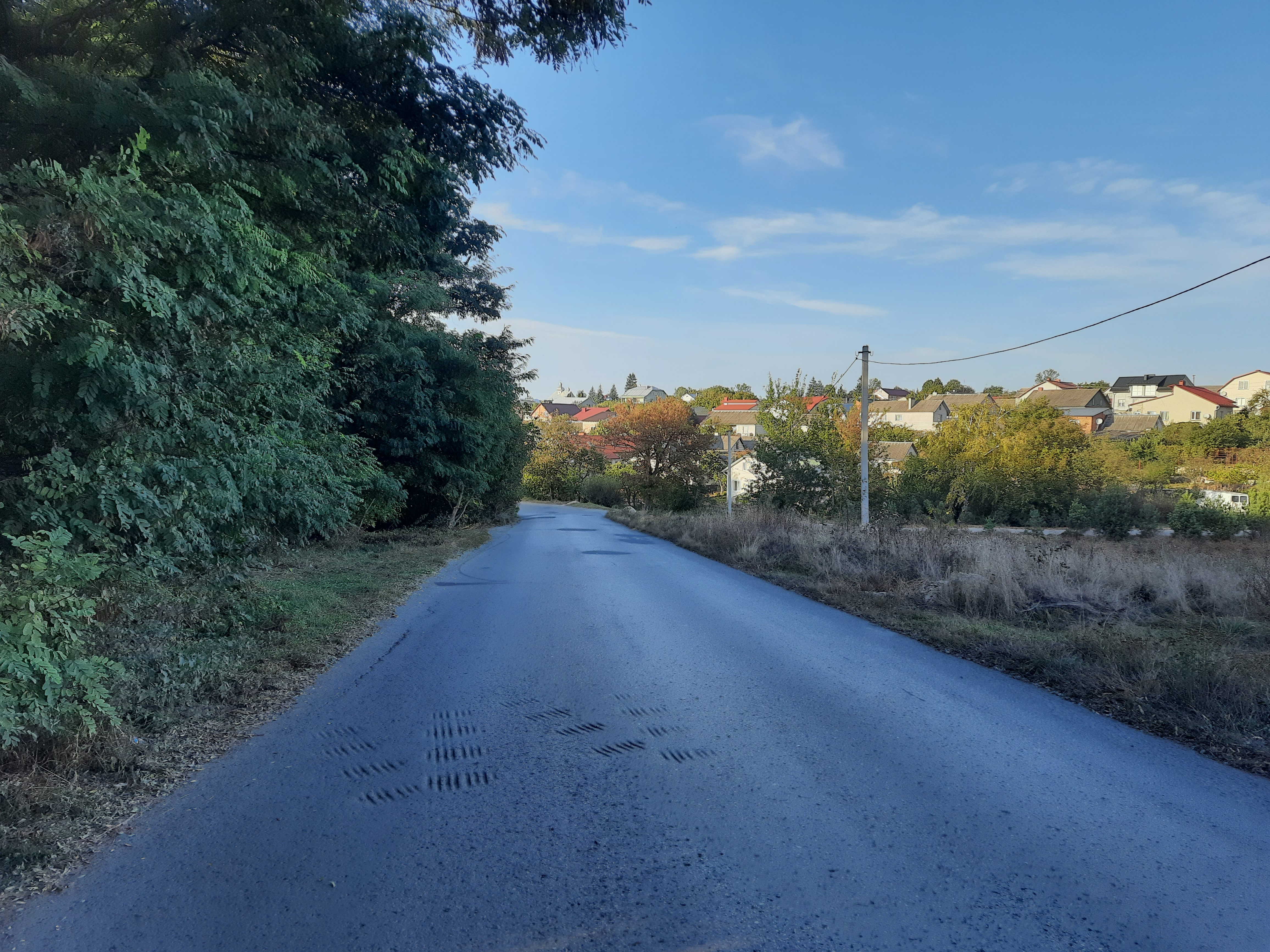
В'їзд у село
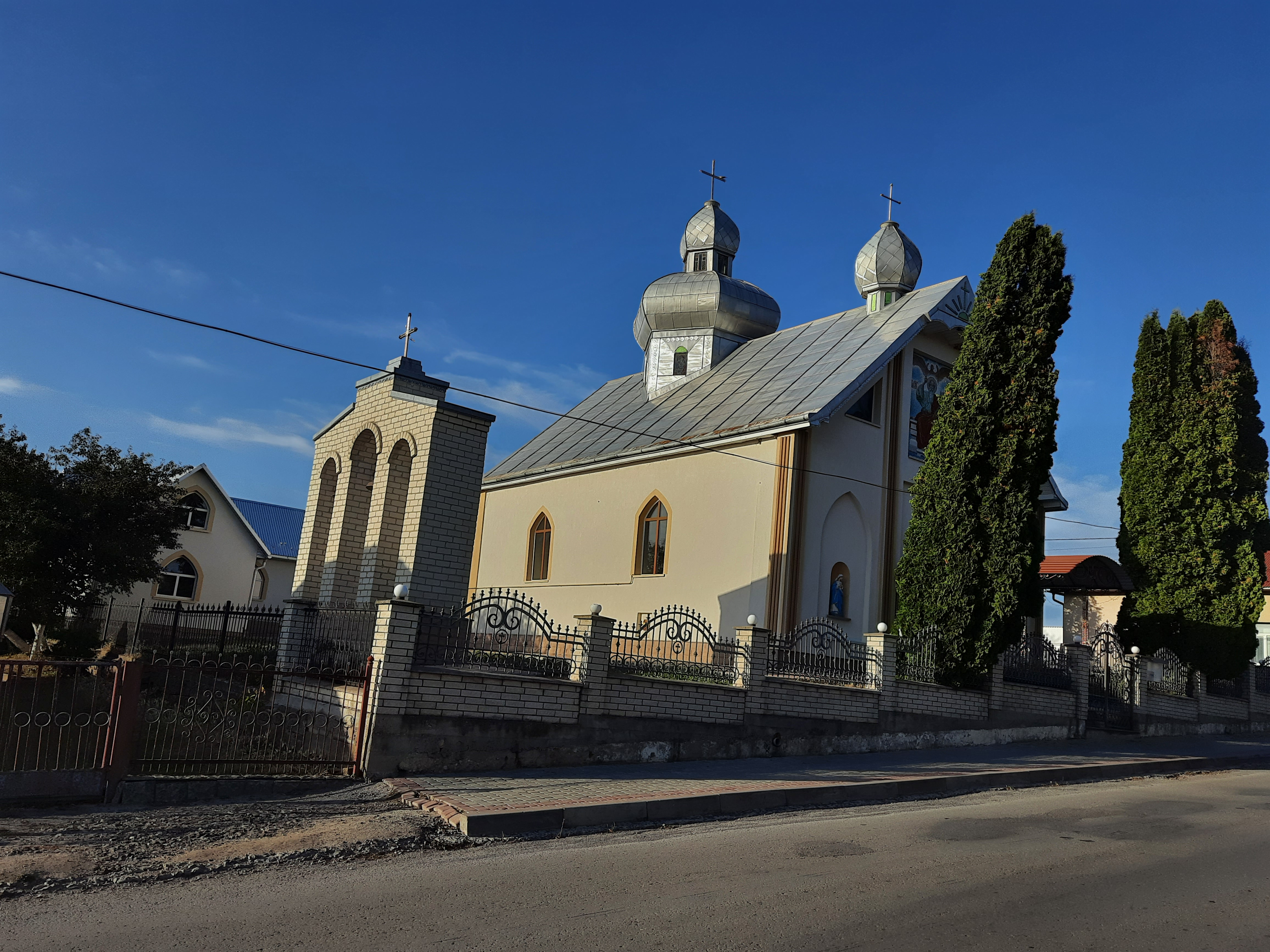
Церква Cвятого Апостола Івана Богослова
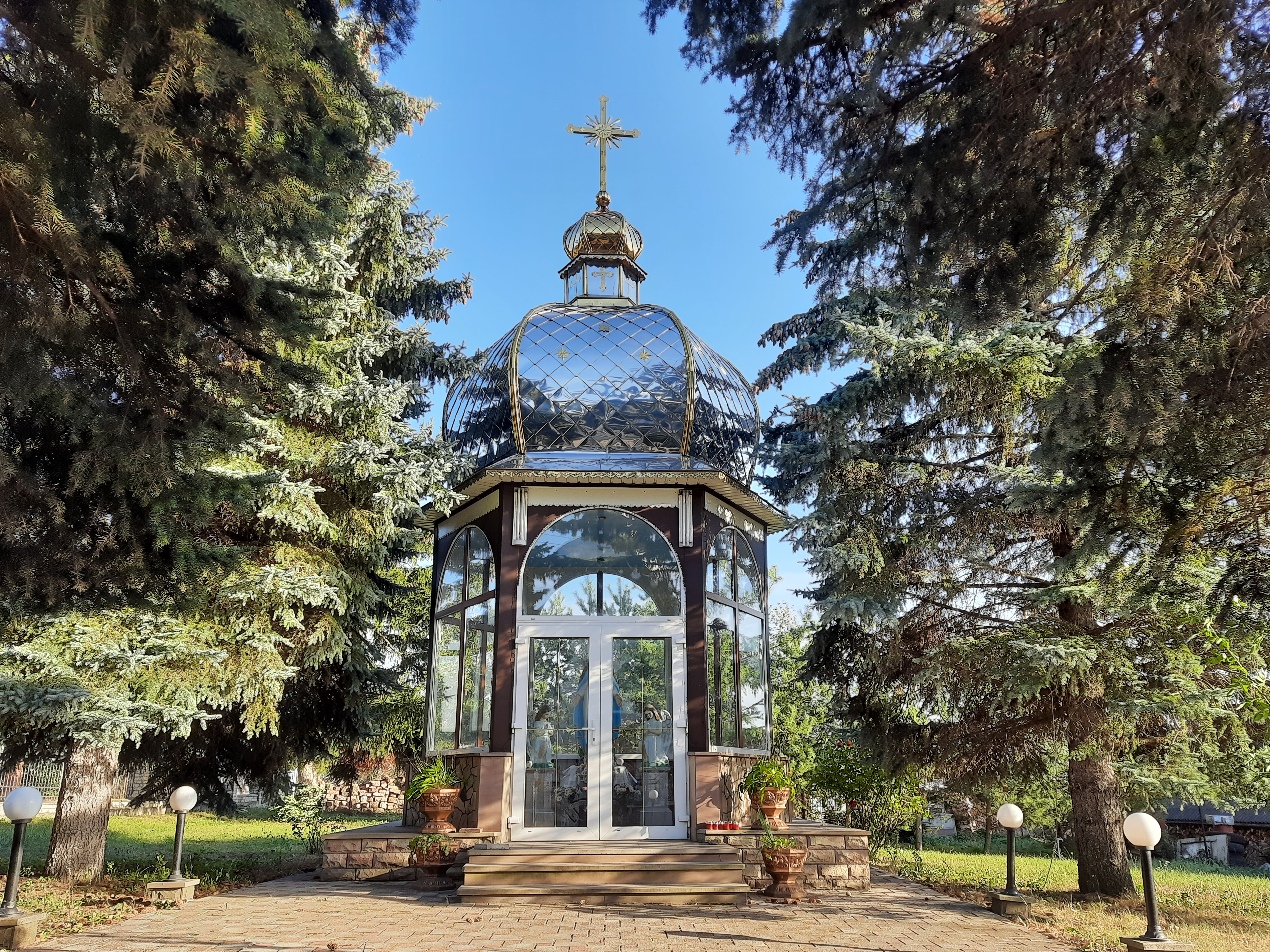
Капличка
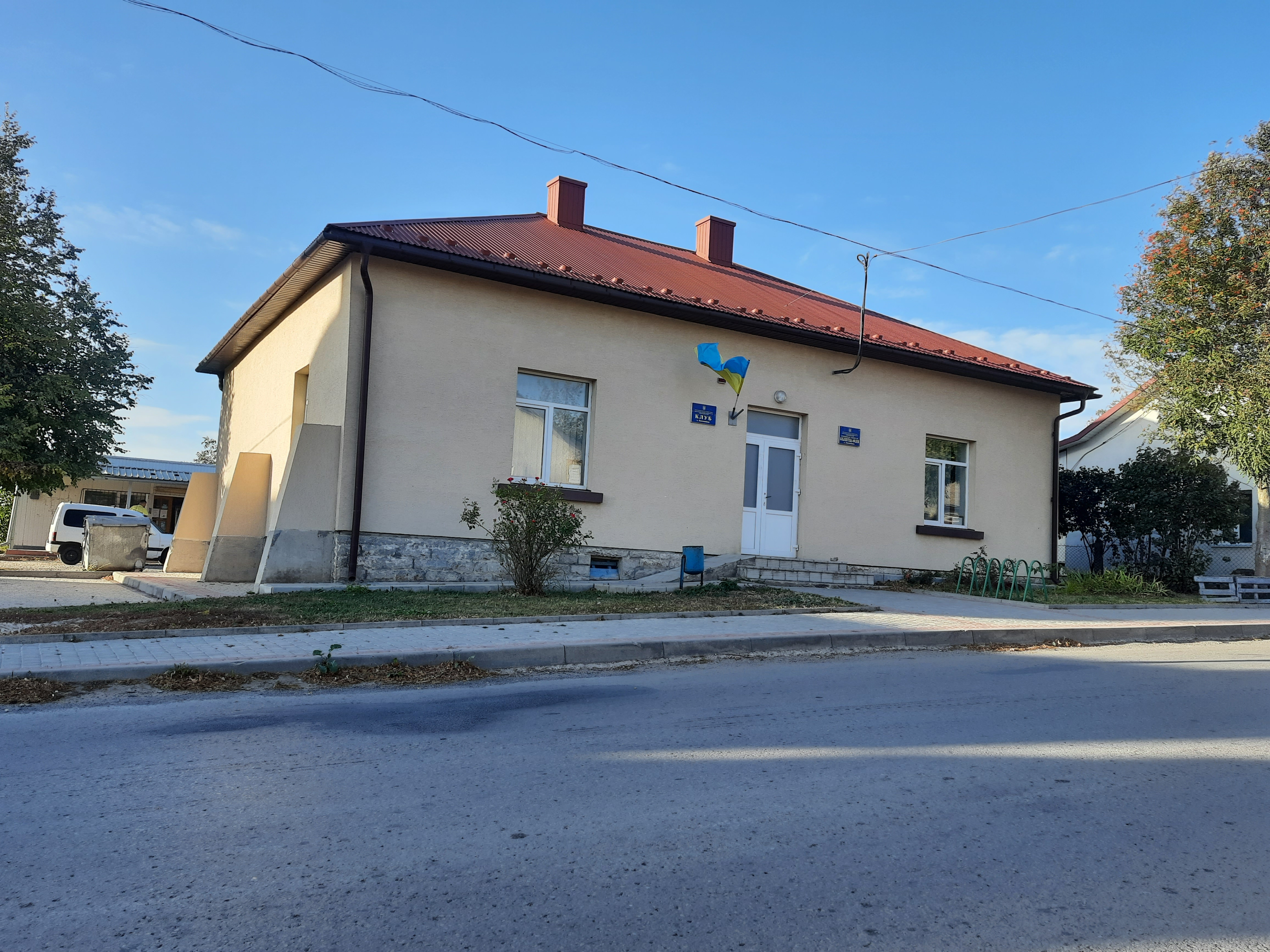
Клуб
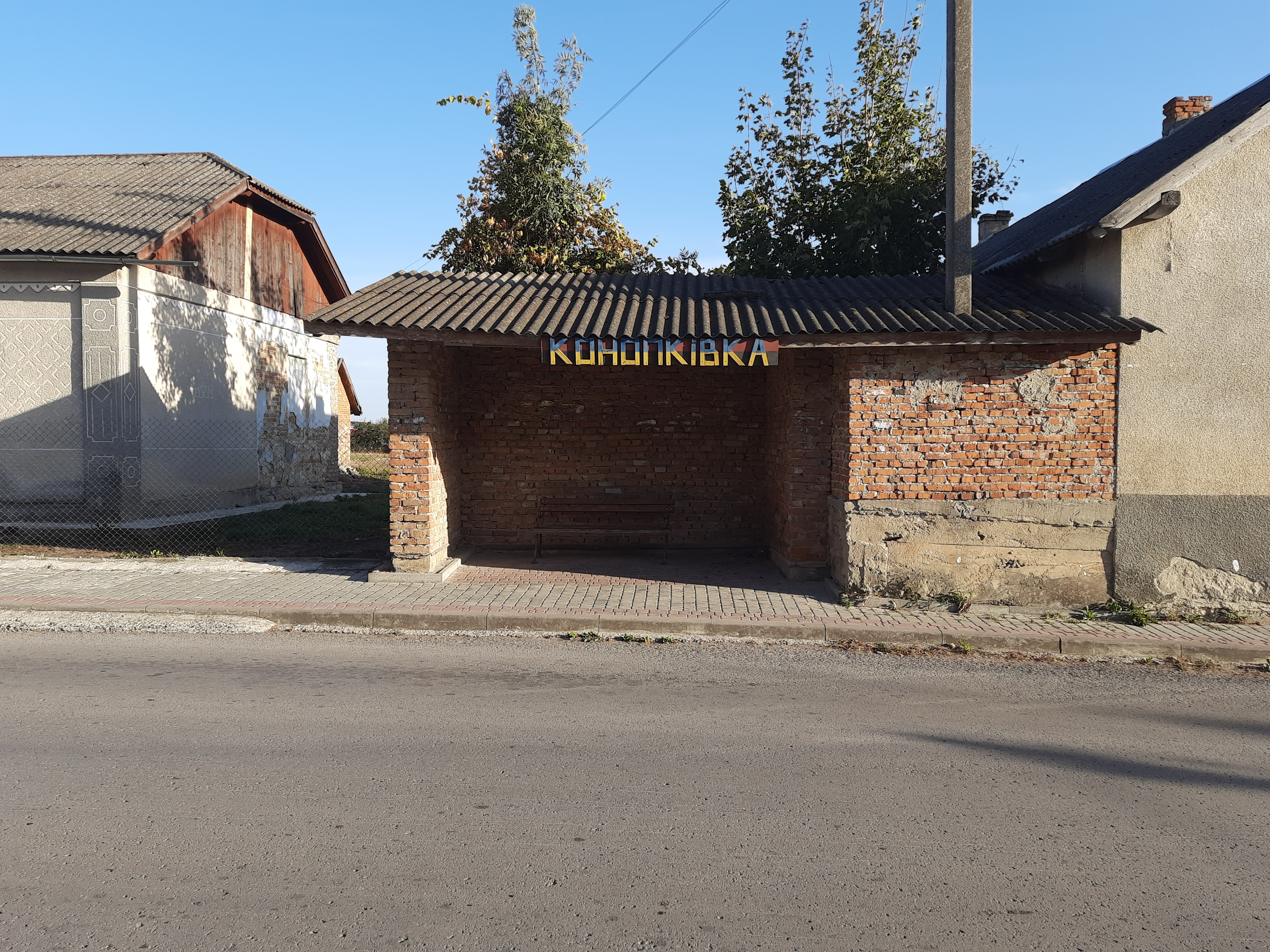
Автобусна зупинка